# Nigmatullinus acanthitelsonis
Nigmatullinus acanthitelsonis is een garnalensoort uit de familie van de Nematocarcinidae. De wetenschappelijke naam van de soort is voor het eerst geldig gepubliceerd in 1970 door Pequegnat.